# Mirza
Mirza (iz perzijskega امير زاده, amir-zade, princ) je bil naslov, ki je bil v turških (tararskih) državah, na primer v Kazaškem, Kazanskem, Astrahanskem, Krimskem in Sibirskem kanatu in Nogajski hordi, rezerviran za visoko aristokracijo. Na enak način se je kasneje uporabljal tudi v Osmanskem cesarstvu, Perziji, Čerkeziji, Širvanu, Mogulskem imperiju in muslimanskih državah v severni Indiji.
V sodobnem času se v je Vzhodni Evropi, Centralni Aziji in na Indijski podcelini naslov mirza pretvoril v osebno ime,  ki namiguje, da je njegov nosilec moški potomec iz vladarske rodbine.
Pod rusko carico Katarino Veliko so imeli mirze zaradi izjemnega bogastva enake pravice kot rusko plemstvo. V zameno za svoj položaj so financirali ruske vojne proti Osmanskemu cesarstvu. Abdul Mirza je dobil naslov princ Jusupov. Njegov naslednik princ Feliks Jusupov se je poročil s princeso Irino Aleksandrovno Rusko, edino nečakinjo carja Nikolaja II.

## Etimologija
Beseda mīrzā izhaja iz perzijskega izraza ‘amīrzāde, ki pomeni emirjev ali vladarjev otrok. Beseda  ‘amīrzāde  je sestavljena iz arabske besede ‘amīr  (slovensko emir), ki pomeni  poveljnik ali princ, in perzijske besede  zād, ki pomeni rojstvo ali nasledstvo. V turških jezikih se namesto izraza mirza uporablja tudi enakovreden izraz morza, mn. morzalar.  Izraz mirza pomeni vladarja v skoraj vseh starih oblikah perzijskih, arabskih, kavkaških, turških in indijskih jezikov.
Beseda  emir izhaja iz semitskega korena amr – ukaz. Naziv emir je sprva  pomenil poveljnika ali vodjo skupine ljudi. Kasneje se je začel uporabljati za guvernerje ali vladarje praviloma majhnih držav in je približno enakovreden slovenskemu nazivu knez.

## Perzijsko kraljestvo
Naslov mirza so perzijski kralji, sultani in cesarji podeljevali svojim sinovom in vnukom in  včasih  tujim kraljem. Celoten uraden naslov se je glasil na primer Njegova visokost princ Malek Mansur Mirza Šao es-Saltaneh.
Naslov so podeljevali tudi svojim zvestim plemičem, vendar se je v teh primerih uporabljal drugače.

## Čerkezija
Dedni naslov mirza je  privzelo tudi čerkeško plemstvo. Idar Kabardski, bolj znan kot Mirza Hajdar Temruk Beg, je bil pravnuk princa Inala, sultana Egipta in ustanovitelja Temruške dinastije karbadskih knezov.

## Širvanšahi
Naslov mirza so imeli trije zaporedni širvanski (azerbajdžanski) šahi, ki so naslov in nasledstvo prevzeli po smrti Gurbana Alija.

## Indijska Mogulska dinastija
Na Indijski podcelini (sedanja Indija, Pakistan in Bangladeš) je bil mirza sin vladajočega cesarja. Naziv se je uporabljal kot del osebnega imena in je kazal na sorodstvene vezi Mogulske dinastije s Timuridi. V tradicionalnem poimenovanju je naslov lahko stal pred osebnim imenom ali za njim, na primer princ Mirza Mogul ali princ Kamran Mirza. Princ Kozrav Mirza je bil vnuk cesarja Baburja (Babur Mirza), sin cesarja Džahangirja in brat cesarja Šah Džahana. Cesar Akbar Šah II. se je pred kronanjem imenoval princ Mirza Akbar. Cesar Babur je sprva uporabljal naslov mirza, 6. marca 1508 pa je začel uporabljati naslov padišah.

## Radžputi v severni Indiji
Naslov mirza so privzeli tudi muslimanski Radžputi v severni Indiji. Radžputi so bili vladarji kneževin, ki so posedovale obširna ozemlja v severni Indiji, vključno s  Pandžabom in Kašmirjem. Radžputske vladarske družine so izvirale iz starih indo-arijskih vojaških razredov in so bile v sorodu z mogulsko aristokracijo. Z vzajemnim sklepanjem zakonov med mogulsko in radžputsko aristokracijo so postale zelo pogosta in pomembna frakcija v radžputskih kraljestvih, ki so sprejela islamsko vero. Veliko radžputskih vladarjev je dobilo naslov mirza na račun visokega poveljniškega položaja v mogulski armadi.

## Cesarske družine v centralni Indiji in Bengaliji
Ker bengalski jezik nima fonema /z/,  se v  Bengaliji in Biharju Mirza piše in izgovarja kot Mirda.